# Brandenburger Tor (Potsdam)

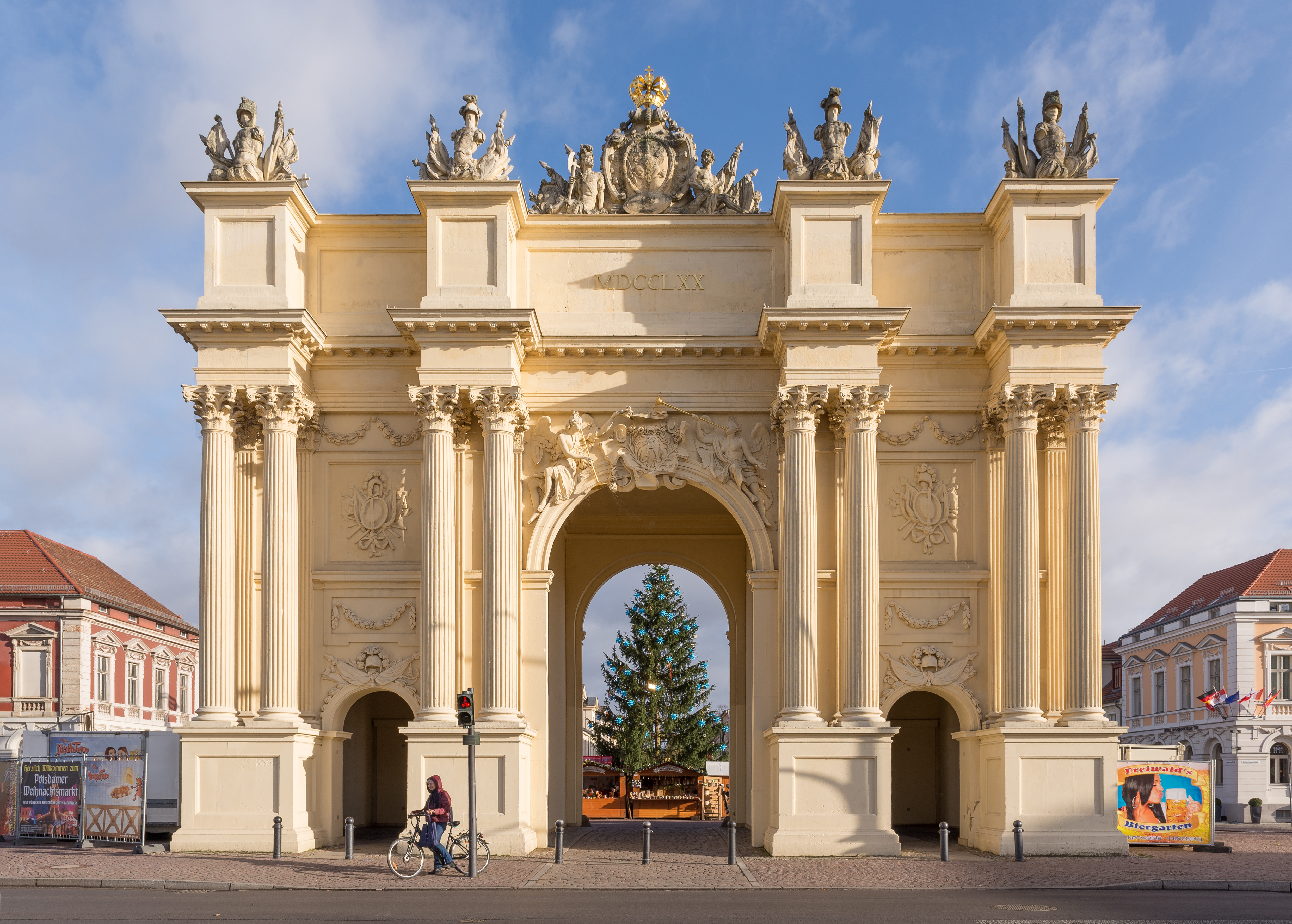
Westzijde Georg Christian Unger

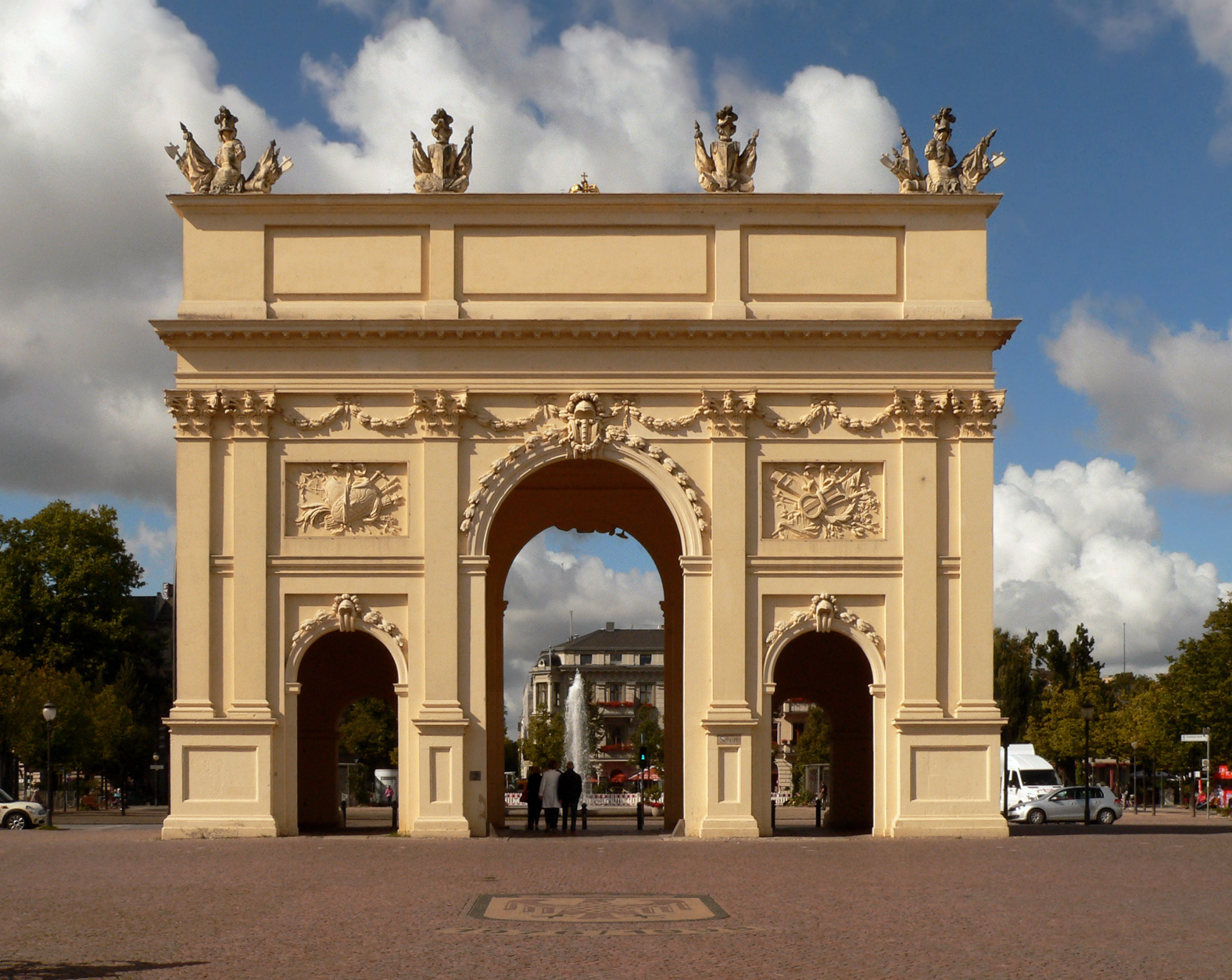
Oostelijke stadszijde Carl von Gontard

De Brandenburger Tor is een stadspoort op de Luisenplatz in Potsdam. De poort werd in 1770 door Carl von Gontard en Georg Christian Unger in opdracht van koning Frederik II gebouwd. Hierdoor is deze poort achttien jaar ouder dan de beroemde Brandenburger Tor in Berlijn. De poort staat aan de westzijde van de Brandenburger Straße die in een rechte lijn tot aan de St. Peter en Paul-kerk loopt. Om de naburige stad Brandenburg an der Havel te kunnen bereiken moest men in die tijd de Brandenburger Tor passeren, vandaar de naam.
In 1733 stond op dezelfde plaats een andere, eenvoudigere poort die op een stadspoort leek. Samen met de stadsmuur en andere poorten moest deze poort de desertie onder militairen en de smokkel van goederen tegengaan. Tegen het einde van de Zevenjarige Oorlog liet Frederik de Grote ter ere van de overwinning de oude poort afbreken en een nieuwe bouwen met het uiterlijk van een triomfboog. Als voorbeeld diende de Boog van Constantijn in Rome. De Romeinse invloed is onder andere te herkennen aan de dubbele Korinthische zuilen en de stevige constructie.
Karakteristiek voor de Brandenburger Tor zijn de twee volledig verschillende zijden. De stadszijde werd door Carl von Gontard ontworpen en zijn leerling, Georg Christian Unger, ontwierp de andere zijde. Gontard voerde de stadszijde uit in stucwerk met Korinthische penanten en trofeeën. Unger volgde bij de andere zijde het ontwerp van de Boog van Constantijn met de dubbele Korinthische zuilen. De beide zijdoorgangen voor voetgangers werden pas in 1843 onder koning Frederik Willem IV toegevoegd om het toegenomen verkeer te ontlasten.
Brandenburger Tor · Jägertor · Nauener Tor

Verdwenen poorten: Berliner Tor · Neustädter Tor